# Albert Riera
Artikeln följer den spanska namnseden; faderns efternamn är Riera och moderns efternamn Ortega.
Albert Riera Ortega, född 15 april 1982 i Manacor, är en spansk fotbollstränare och tidigare fotbollsspelare. Han är sedan juli 2024 tränare för slovenska Celje.

## Klubblagskarriär
Riera inledde sin fotbollskarriär i RCD Mallorca 2000 och vann spanska cupen med laget 2003. Under sommaren 2003 flyttade han till Bordeaux efter att den franska klubben betalat Mallorca 4 miljoner pund. Han ingick i startelvan i två år innan han 2005 flyttade tillbaka till Spanien och RCD Espanyol. Efter att ha haft svårt att ta en plats i lagen lånades han i januari 2006 ut till Premier League-laget Manchester City där han debuterade när City vann derbyt mot Manchester United med 3-1. Efter att Manchesterklubben inte lyckats komma överens om ett pris med Espanyol för Riera flyttade han tillbaka till det spanska laget till säsongen 2006-2007. Espanyol var nära att vinna UEFA-cupen säsongen 2006-2007 men förlorade mot Sevilla FC på straffar efter att Riera gjort ett mål under ordinarie speltid. Efter att ha fått lite speltid mot slutet av säsongen 2007-2008 när Espanyol bara vann 3 av 19 matcher lämnade Riera in en transferbegäran. Efter att flera klubbar (däribland Everton och Liverpool) visat intresse för spelaren meddelade Liverpool den 1 september 2008 att man skrivit kontrakt med spanjoren. Riera debuterade för Liverpool när man besegrade Manchester United på hemmaplan den 13 september. Han gjorde sitt första mål för klubben mot Wigan Athletic den 18 oktober.
Efter en intervju med en spansk radiokanal i mars 2010 blev Riera avstängd av Liverpool och uppsatt till försäljning, i intervjun skall Riera ha kritiserat sin tränare Rafael Benítez för att han stått utanför laget. CSKA Moskva och Spartak Moskva uppgavs vara intresserade av att köpa spelaren. Transferfönstret i den ryska ligan stängde den 8 april och Spartak Moskva uppgav då att man inte skulle värva spelaren då han hade för höga lönekrav. Riera spelade bara 16 matcher (varav 12 i ligan) säsongen 2009-2010 och efter angreppet på Benitez i mars lämnades han helt utanför matchtruppen under resten av säsongen.
Den 25 juli 2010 meddelade Liverpool på sin officiella hemsida att Riera hade skrivit på ett fyraårskontrakt med den grekiska klubben Olympiakos.. Inför säsongen 2011/2012 värvades han av Fatih Terim till Galatasaray.

## Landslagskarriär
Riera debuterade i spanska landslaget i en kvalmatch till EM 2008 mot Danmark den 13 oktober 2007 som Spanien vann med 3-1. Riera gjorde sitt första landslagsmål efter att ha blivit inbytt i matchens 68:e minut.
Riera deltog i sin första stora turnering med landslaget under Confederations Cup 2009 då Spanien slutade på tredje plats. Under turneringen fick Riera spela från start i fyra av Spaniens fem matcher.

## Tränarkarriär
Den 12 oktober 2023 blev Riera anställd som ny huvudtränare i Bordeaux, en klubb som han tidigare spelat i mellan 2003 och 2005. Den 29 juli 2024 blev han klar för en återkomst i slovenska Celje.